# LKS Białaczów
Ludowy Klub Sportowy Białaczów – polski klub sportowy założony w 1976 roku z siedzibą w Białaczowie, w województwie łódzkim.

## Sukcesy
Największym sukcesem klubu do tej pory były występy w III lidze, w grupie łódzkiej, w sezonie 1997/1998, w której zajął 13. miejsce.

## Drużyny LKS Białaczów
Klub sportowy LKS Białaczów posiada sekcję piłkarską, której drużyny występują w trzech kategoriach rozgrywkowych prowadzonych przez ŁZPN:
- Drużyna seniorów LKS Białaczów - Klasa A, Grupa: Piotrków Trybunalski I[2]
- Drużyna juniorów: rocznik 2009 - Klasa E1 Orlik
- Drużyna juniorów: rocznik 2011 - Klasa F1 Żak

## Stadion
Drużyny LKS Białaczów rozgrywają swoje mecze na stadionie przy ul. Piotrkowskiej w Białaczowie. Stadion posiada 300 miejsc siedzących.